# Pipes and Pints
I Pipes and Pints sono un gruppo celtic punk della Repubblica Ceca che si è formato nel 2006.

## Storia del gruppo
Il gruppo si è formato nel 2006 a seguito di un'idea di Vojta Kalina, il quale voleva cercare di fondere sonorità folk in chiave punk. L'idea inizia a prendere forma durante lo stesso anno con l'ingresso nel gruppo di Tomas Novotny. Nel 2007 alla band si aggiungono Petr Blaha alla batteria, Krata alla chitarra e Ed alla voce grazie ai quali verrà poi autoprodotto un demo. L'anno successivo, nel 2008, la formazione è per buona parte rivista, infatti alla batteria entra Lukas Vincour, alla voce Syco Mike mentre al basso subentra Ondra Balvin. Durante l'anno viene pubblicato il primo Extended play della band, EP, seguito da numerosi concerti in vari club europei e festival a taratura internazionale. Il 2009 vede la pubblicazione del primo album studio del gruppo, Until We Die, il quale porta il gruppo ad un lungo tour, durato tre anni, che li fa acquisire ancora maggior fama a livello internazionale. Nel novembre del 2012 vi è la messa in commercio del secondo album studio, Found & Lost.

## Formazione

### Formazione attuale
- Syco Mike - voce
- Vojta Kalina - great highland bagpipe e voce d'accompagnamento
- Tomas Novotny - chitarra elettrica e voce d'accompagnamento (basso per le registrazioni dell'EP)
- Lukas Vincour - batteria
- Ondra Balvin - basso e voce d'accompagnamento

### Ex componenti
- Petr Blaha - batteria
- Krata - chitarra
- Ed - voce

## Discografia

### Album studio
- 2009[3] - Until We Die (Wolverine Records[3] / Unrepentant Records[3])
- 2012[6] - Found & Lost (Supraphon Records[6] / People Like You Records[5])

### EP
- 2008[7] - EP

### Demo
- 2007[3] - DEMO 2007

### Apparizioni in compilation
- 2009[7] - Saints and Sinners
- 2009[7] - Die Ox-CD#87
- 2009[7] - Almost St. Patrick´s Day Vol. 2
- 2009[7] - Punk Rock Potluck Vol. 3